# Radenska/Saison 2016
Dieser Artikel listet Erfolge und Fahrer des Radsportteams Radenska in der Saison 2016 auf.

## Erfolge in der UCI Europe Tour
In den Rennen der Saison 2016 der UCI Europe Tour gelangen die nachstehenden Erfolge.
| Datum   | Rennen                    | Kat. | Fahrer      |
| ------- | ------------------------- | ---- | ----------- |
| 3. Juli | 5. Etappe Tour de Hongrie | 2.2  | Rok Korošec |

## Erfolge bei den Nationalen Straßen-Radsportmeisterschaften
In den Rennen zu den Nationalen Straßen-Radsportmeisterschaften 2016 gelangen die nachstehenden Erfolge.
| Datum    | Rennen                                            | Fahrer       |
| -------- | ------------------------------------------------- | ------------ |
| 24. Juni | Kroatische Meisterschaft – Einzelzeitfahren (U23) | Bruno Maltar |

## Abgänge – Zugänge
| Zugänge      | Team 2015            | Abgänge             | Team 2016            |
| ------------ | -------------------- | ------------------- | -------------------- |
| Andrejas Zan | Neoprofi             | Martin Otoničar     | Unbekannt            |
| Tilen Finkšt | Neoprofi             | Marko Pavlič        | Cycling Academy Team |
| Bruno Maltar | Meridiana Kamen Team | Matic Safaric Kovac | Unbekannt            |
| Sever Matevz | Neoprofi             | Jure Stepisnik      | Unbekannt            |
|              |                      | Grega Krajnc        | Unbekannt            |
|              |                      | Mike Kovac          | Unbekannt            |

## Mannschaft
| Name          | Geburtstag         | Nationalität |
| ------------- | ------------------ | ------------ |
| Tilen Finkšt  | 6. Juli 1997       | Slowenien    |
| Robert Jenko  | 15. April 1990     | Slowenien    |
| Zan Jerkic    | 29. September 1996 | Slowenien    |
| Rok Korošec   | 24. November 1993  | Slowenien    |
| Bruno Maltar  | 6. Oktober 1994    | Kroatien     |
| Sever Matevz  | 14. Mai 1997       | Slowenien    |
| Jure Miškulin | 5. November 1994   | Slowenien    |
| Izidor Penko  | 25. Juli 1996      | Slowenien    |
| Žiga Ručigaj  | 10. November 1995  | Slowenien    |
| Andrejas Zan  | 7. Januar 1997     | Slowenien    |